# Geertjan Lassche
Geertjan Lassche (ur. 17 sierpnia 1976 w Zwolle) – holenderski dziennikarz, reżyser filmów dokumentalnych.

## Życiorys
Urodził się 17 sierpnia 1976 w Zwolle w Holandii. Pracuje jako dziennikarz telewizyjny. Jest reżyserem filmów dokumentalnych między innymi: Zabójczy stok z 2014 oraz God Bless Montgomery – Zapomniani bohaterowie bitwy pod Arnhem z 2006, który opowiada o udziale polskiej 1 Samodzielnej Brygadzie Spadochronowej i dowódcy generale Stanisławie Sosabowskim w Operacji Market Garden w 1944 w Holandii, i braku uhonorowania walk Polaków. Emisja tego filmu w telewizji holenderskiej wywołała poruszenia w opinii publicznej o zapomnianym wkładzie żołnierzy z 1 Samodzielnej Brygady Spadochronowej w desancie pod Arnhem.
Starania Geertjana Lassche, będące kontynuacją działalności holenderskiej siostry Czerwonego Krzyża Cory Baltussen, przyczyniły się do odznaczenia przez królową Holandii Beatrix 1 Samodzielnej Brygady Spadochronowej Orderem Wojskowym Wilhelma a dowódcy brygady gen. Stanisława Sosabowskiego Medalem Brązowego Lwa oraz upamiętnieniem polskich spadochroniarzy w miejscowości Driel koło Arnhem w Holandii, o wyzwolenie której walczyli w czasie II wojny światowej.
W 2015 wyreżyserowany przez niego film Zabójczy stok był nominowany do nagrody „Wielka Drewniana Góra” w konkursie filmów górskich „Spotkania z Filmem Górskim”.
W 2007 Geertjan Lassche został odznaczony przez polskie władze Złotym Krzyżem Zasługi RP i Brązowym Medalem Wojska Polskiego.